# Марика, Чиприан
Чиприа́н Андре́й Ма́рика (рум. Ciprian Andrei Marica; 2 октября 1985, Бухарест, Румыния) — румынский футболист, нападающий.

## Карьера
В конце сезона 2001/02 Марика в составе бухарестского «Динамо» провёл первый матч в высшем дивизионе Румынии. В том же году стал чемпионом страны. В марте 2004 года Марика перешёл в донецкий «Шахтёр», которому обошёлся в 5 миллионов евро. В концовке сезона провёл в чемпионате Украины 12 матчей и забил четыре гола. В июле 2007 года Марика подписал 4-летний контракт с чемпионом Бундеслиги 2006/07 «Штутгартом» и стал самым дорогим приобретением в истории немецкого клуба.
В марте 2011 года мог перейти в московский «Локомотив», но отказался от перехода по личным причинам.
В июле 2011 года расторг контракт со «Штутгартом», действовавший до 30 июня 2012 года, по обоюдному согласию.
28 июля 2011 года подписал контракт с клубом немецкой бундеслиги «Шальке 04» до 2013 года. В мае 2013 года стало известно, что Марика покинет «Шальке» по окончании сезона.
27 сентября 2013 года Марика подписал контракт с испанским клубом «Хетафе».
Выступая за «Хетафе», Чиприан Марика, по совету Рауля, решил отказаться от использования своей фамилии на футболке из-за неоднозначных ассоциаций значения слова на испанском языке.

## Достижения
Динамо (Бухарест)
- Чемпион Румынии: 2002
- Обладатель Кубка Румынии: 2003

Шахтер (Донецк)
- Чемпион Украины (2): 2004/2005, 2005/2006
- Обладатель Кубка Украины: 2003/2004
- Обладатель Суперкубка Украины: 2005

Штутгарт
- Бронзовый призёр чемпионата Германии: 2008/2009

Шальке 04
- Бронзовый призёр чемпионата Германии: 2011/2012